# Oleksandr Pedan
Oleksandr Oleksandrowytsch Pedan (ukrainisch Олександр Олександрович Педан; * 10. März 1986 in Saporischschja) ist ein ukrainischer Handballspieler.
Der 1,90 Meter große und 83 Kilogramm schwere rechte Rückraumspieler stand von 2004 bis 2010 bei ZTR Saporischschja unter Vertrag und gewann 2005, 2007, 2008, 2009 sowie 2010 die ukrainische Meisterschaft. In der Saison 2010/11 lief er für den russischen Verein Sarja Kaspija Astrachan auf, ehe er wieder in sein Heimatland zum HC Dinamo Poltawa zurückkehrte, mit dem er 2012 das Double gewann.
Oleksandr Pedan erzielte in 14 Länderspielen für die ukrainische Nationalmannschaft neun Tore (Stand: Dezember 2009). Er spielte auch bei der Europameisterschaft 2010.